# Nantong
För andra betydelser, se Nantong (olika betydelser).
Nantong, tidigare känt som Nantung eller Tungchow, är en stad på prefekturnivå i provinsen Jiangsu i östra Kina. Den ligger omkring 210 kilometer öster om provinshuvudstaden Nanjing.
Orten ligger vid Yangtzeflodens norra flodbädd, nära dess utlopp i Östkinesiska havet. Nantong är en viktig hamnstad som gränsar till Yancheng i norr, Taizhou i väst, Suzhou och Shanghai i söder på andra sidan floden, .
På den lokala Qihai-dialekten uttalas stadens namn [nie tʰoŋ].

## Historia
Eftersom kustområdet mot Östkinesiska havet ständigt växer av slammet från Yangtzefloden som lägger sig i floddeltat har avståndet mellan Nantong och stranden ökat mot vad det var i forntida dagar. Från Handynastin och genom Tangdynastin var platsen för Nantong ett mindre härad som lydde under Yangzhou. Runt år 958 hade en stad med tillräcklig betydelse utvecklats till en ny, självständig prefektur vid namn Tongzhou.
Det ökande välståndet i Yangzhou gjorde dock att Tongzhou tappade sin status som administrativt centrum år 1368. När Tongzhou till slut återfick prefekturstatus år 1724 byttes namnet till Nantong ("södra passagen") för att undvika förväxling med ett annat distrikt vid namn Tongzhou, beläget i Peking.
Nantongs ekonomi har traditionellt sett grundats på saltproduktion vid närliggande havskusten, ris och bomullsjordbruk och särskilt produktionen av bomullstextilier. En lokalpolitiker och industriman vid namn Zhang Jian grundade Nantongs första moderna bomullsfabrik år 1899, sedan utvecklade han ett industrikomplex med över 20 företag och en stor mängd yrkesutbildningar. Zhang grundade även Kinas första normalskola och Kinas första museum, Nantongs museum år 1905. Runt 1911 kallades ofta Nantong för "Zhang Jians kungarike".
Även efter den ekonomiska krisen på 1930-talet och den japanska ockupationen under 1930- och 1940-talet. Så har Nantong behållit sin status som en ett viktigt textilcentrum tack vare sin djupa industrihamn och sina anslutningar till andra städer inåt landet. Nantong var en av 14 första hamnstäder som öppnades för utländsk handel år 1984.

## Administrativ indelning
Det egentliga Nantong är indelat i två innerstadsdistrikt och ett förortsdistrikt. Nantongs landsbygd är indelad i två härad och tre satellitsstäder på häradsnivå lyder också under Nantong. Dessa åtta enheter är i sin tur indelade i 146 underdistrikt socknar och köpingar.
| Karta | Indelning          | Kinesiska | Pinyin        | Befolkning 2010 | Yta (km2) | Täthet   |
| 1 2 Tongzhou Rugao (stad) Haimen (stad) Qidong (stad) Hai'an härad Rudong härad 1. Chongchuan 2. Gangzha |                    |           |               |                 |           |          |
| --- | ------------------ | --------- | ------------- | --------------- | --------- | -------- |
| 1 2 Tongzhou Rugao (stad) Haimen (stad) Qidong (stad) Hai'an härad Rudong härad 1. Chongchuan 2. Gangzha | Innerstadsdistrikt |           |               |                 |           |          |
| 1 2 Tongzhou Rugao (stad) Haimen (stad) Qidong (stad) Hai'an härad Rudong härad 1. Chongchuan 2. Gangzha | Chongchuan         | 崇川区    | Chóngchuān qū | 868 262         | 215       | 4 038,42 |
| 1 2 Tongzhou Rugao (stad) Haimen (stad) Qidong (stad) Hai'an härad Rudong härad 1. Chongchuan 2. Gangzha | Gangzha            | 港闸区    | Gǎngzhá qū    | 266 326         | 134       | 1 987,50 |
| 1 2 Tongzhou Rugao (stad) Haimen (stad) Qidong (stad) Hai'an härad Rudong härad 1. Chongchuan 2. Gangzha | Förortsdistrikt    |           |               |                 |           |          |
| 1 2 Tongzhou Rugao (stad) Haimen (stad) Qidong (stad) Hai'an härad Rudong härad 1. Chongchuan 2. Gangzha | Tongzhou           | 通州区    | Tōngzhōu qū   | 1 138 738       | 1 343     | 847,90   |
| 1 2 Tongzhou Rugao (stad) Haimen (stad) Qidong (stad) Hai'an härad Rudong härad 1. Chongchuan 2. Gangzha | Härad              |           |               |                 |           |          |
| 1 2 Tongzhou Rugao (stad) Haimen (stad) Qidong (stad) Hai'an härad Rudong härad 1. Chongchuan 2. Gangzha | Hai'an             | 海安县    | Hǎi'ān xiàn   | 866 337         | 1 110     | 780,48   |
| 1 2 Tongzhou Rugao (stad) Haimen (stad) Qidong (stad) Hai'an härad Rudong härad 1. Chongchuan 2. Gangzha | Rudong             | 如东县    | Rúdōng xiàn   | 995 983         | 1 872     | 532,04   |
| 1 2 Tongzhou Rugao (stad) Haimen (stad) Qidong (stad) Hai'an härad Rudong härad 1. Chongchuan 2. Gangzha | Satellitstäder     |           |               |                 |           |          |
| 1 2 Tongzhou Rugao (stad) Haimen (stad) Qidong (stad) Hai'an härad Rudong härad 1. Chongchuan 2. Gangzha | Rugao              | 如皋市    | Rúgāo shì     | 1 267 066       | 1 531     | 827,60   |
| 1 2 Tongzhou Rugao (stad) Haimen (stad) Qidong (stad) Hai'an härad Rudong härad 1. Chongchuan 2. Gangzha | Haimen             | 海门市    | Hǎimén shì    | 907 598         | 1 148     | 790,59   |
| 1 2 Tongzhou Rugao (stad) Haimen (stad) Qidong (stad) Hai'an härad Rudong härad 1. Chongchuan 2. Gangzha | Qidong             | 启东市    | Qǐdōng shì    | 972 525         | 1 191     | 816,56   |
| 1 2 Tongzhou Rugao (stad) Haimen (stad) Qidong (stad) Hai'an härad Rudong härad 1. Chongchuan 2. Gangzha | Totalt             | Totalt    | Totalt        | 7 282 835       | 8 544     | 852,39   |

## Geografi och klimat
Nantong har ett fuktigt subtropiskt klimat (Köppen Cfa) med fyra olika årstider. Vintrarna är kyliga och fuktiga. Kalla nordvästlig vindar orsakade av det sibiriska högtrycket kan få temperaturer att falla under fryspunkten nattetid, men snö är annars ovanligt. Somrarna är varma och fuktiga, och skyfall eller åska är vanligt. Genomsnittliga temperaturer sträcker sig från 3,1 ° C i januari till 27,2 ° C i juli, och det årliga medelvärdet är 15,3 ° C. Den östasiatiska regnsäsongen i juni och början av juli är den blötaste perioden på året.
|                                            | Jan  | Feb  | Mar  | Apr  | Maj  | Jun   | Jul   | Aug   | Sep   | Okt  | Nov  | Dec  |
| ------------------------------------------ | ---- | ---- | ---- | ---- | ---- | ----- | ----- | ----- | ----- | ---- | ---- | ---- |
| Normaldygnets maximitemperaturs medelvärde | 6,8  | 8,2  | 12,1 | 18,6 | 24,1 | 27,4  | 30,9  | 30,9  | 26,8  | 22,0 | 15,9 | 9,9  |
| Normaldygnets minimitemperaturs medelvärde | 0,2  | 1,2  | 4,7  | 10,1 | 15,5 | 20,2  | 24,3  | 24,2  | 19,8  | 14,1 | 8,0  | 2,2  |
|                                            |      |      |      |      |      |       |       |       |       |      |      |      |
| Nederbörd                                  | 43,5 | 48,9 | 81,3 | 72,8 | 92,7 | 197,2 | 164,5 | 129,5 | 102,8 | 55,7 | 47,7 | 28,3 |

| Diagram | temperaturer i °C • månadsnederbörd i mm • Källa: Weather.com.cn December 2011 | temperaturer i °C • månadsnederbörd i mm • Källa: Weather.com.cn December 2011 | temperaturer i °C • månadsnederbörd i mm • Källa: Weather.com.cn December 2011 | temperaturer i °C • månadsnederbörd i mm • Källa: Weather.com.cn December 2011 | temperaturer i °C • månadsnederbörd i mm • Källa: Weather.com.cn December 2011 | temperaturer i °C • månadsnederbörd i mm • Källa: Weather.com.cn December 2011 | temperaturer i °C • månadsnederbörd i mm • Källa: Weather.com.cn December 2011 | temperaturer i °C • månadsnederbörd i mm • Källa: Weather.com.cn December 2011 | temperaturer i °C • månadsnederbörd i mm • Källa: Weather.com.cn December 2011 | temperaturer i °C • månadsnederbörd i mm • Källa: Weather.com.cn December 2011 | temperaturer i °C • månadsnederbörd i mm • Källa: Weather.com.cn December 2011 | temperaturer i °C • månadsnederbörd i mm • Källa: Weather.com.cn December 2011 |
|         | 44 7 0                                                                         | 49 8 1                                                                         | 81 12 5                                                                        | 73 19 10                                                                       | 93 24 16                                                                       | 197 27 20                                                                      | 165 31 24                                                                      | 130 31 24                                                                      | 103 27 20                                                                      | 56 22 14                                                                       | 48 16 8                                                                        | 28 10 2                                                                        |

## Utbildning

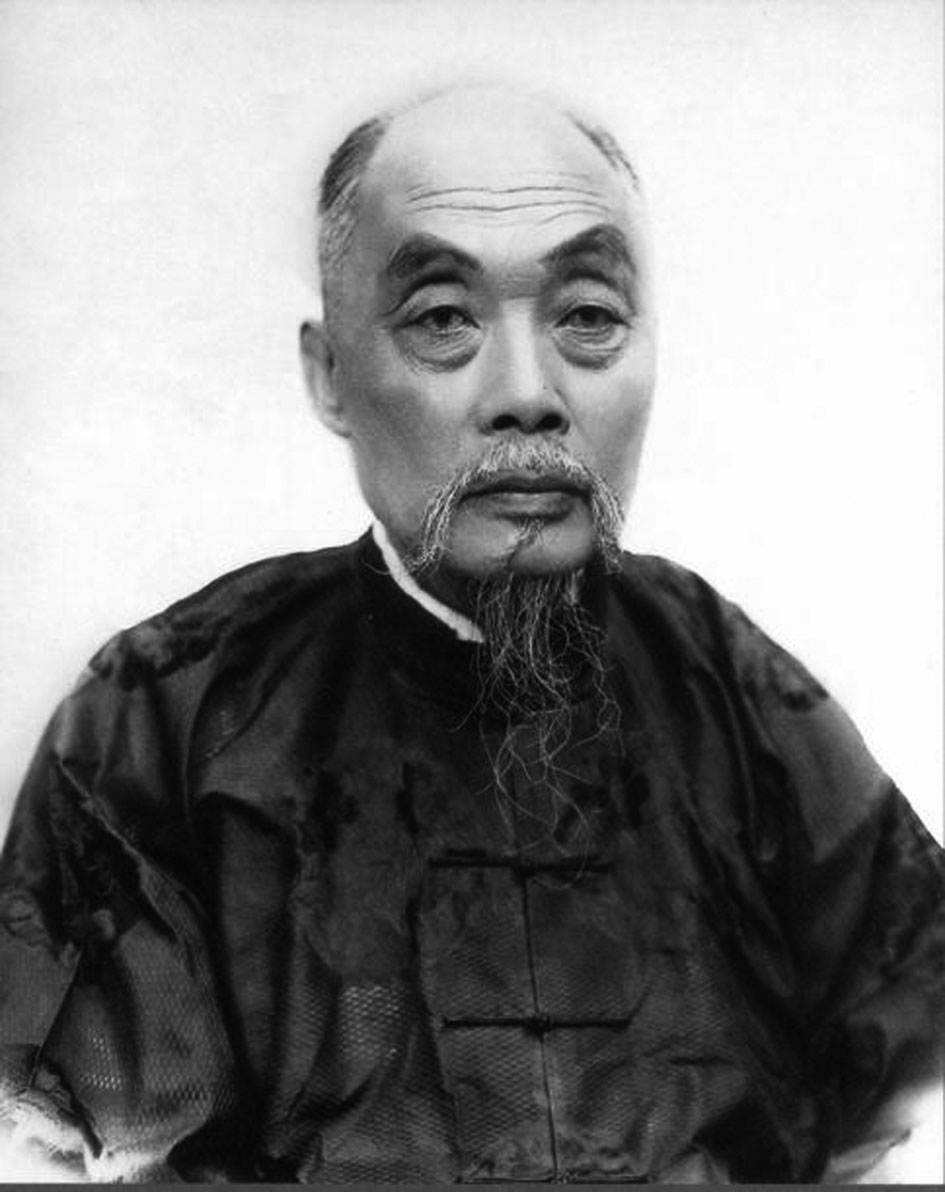
Zhang Jian (张謇)

Nantong har bidragit till Kinas utbildningsutveckling med flera förstagångshändelser: upprättandet av den första skolan för lärarutbildning, den första museet, den första skolan för textilindustri, den första skolan av broderier, den första scenskolan, och den första skolan för döva och blinda.
Den första lärarskolan slogs senare samman med andra skolor Zhang Jian grundat och bildade Nantong universitet. Zhang grundade även bibliotek och teatrar, vilket gjort Nantong till ett viktigt kulturellt centrum i Kina.

## Internationella relationer
Nantong är vänort med följande städer:
| Stad                  | Region              | Suverän stat   | År   |
| --------------------- | ------------------- | -------------- | ---- |
| Swansea               | Wales               | Storbritannien | 1987 |
| Toyohashi             | Aichi               | Japan          | 1987 |
| Izumi                 | Osaka               | Japan          | 1993 |
| Jersey City           | New Jersey          | USA            | 1996 |
| Troisdorf             | Nordrhein-Westfalen | Tyskland       | 1997 |
| Gimje                 | Nordjeolla          | Sydkorea       | 1997 |
| Civitavecchia         | Lazio               | Italien        | 1999 |
| Rimouski              | Quebec              | Kanada         | 2003 |
| São José do Rio Preto | São Paulo           | Brasilien      | 2010 |